# 芮景贤
芮景贤（1466年—1533年），字尚德，号直庵，真定府武邑县人，正德时期的南京司礼监掌印太监、守备太监，嘉靖时期的御马监掌印太监、东厂提督太监。去世后由礼部尚书、内阁大学士顧鼎臣撰写墓志铭。

## 生平
成化二年（1466年），出生。
成化十八年（1482年），进入宫廷。
成化二十年（1484年），在内书堂学习。
弘治年间，侍奉太子朱厚照，任长随、奉御、惜薪司左司、乾清宫近侍。
正德元年（1506年），明武宗朱厚照继位，提督惜薪司下属的外厂、北厂、南厂、新南厂、新西厂。
正德三年（1528年），升內織染局佥书，提督苏州、杭州的制造局。
正德五年（1510年)，升南京司礼监掌印太监、南京守备太监。
正德十六年（1521年），明武宗朱厚照去世，明世宗朱厚熜继位，召回北京任御马监掌印太监、东厂提督太监。
嘉靖元年（1522年），因为江西剿逆有功，赏赐黄金白银、文绮。
嘉靖三年（1524年），赏赐蟒衣。
嘉靖六年（1527年），兼任惜薪司掌印太监。
嘉靖十二年（1533年），去世。

## 亲属
- 芮实（远祖）
- 芮廷杰（曾祖）
- 芮得海（祖）
- 芮铭（父）
- 李氏（母）
- 芮珊（兄）
- 芮佐（兄子）
- 芮自然（兄孙）